# El Bueno de Cuttlas
El Bueno de Cuttlas és un còmic creat el 1982 per Calpurnio, nom artístic d'Eduardo Pelegrín de Pisón. Segons el seu autor, va crear la primera versió del personatge el 1972, a la seva escola de Santa Maria del Pilar. Es tractava d'un cowboy minimalista.
Els primers dibuixos professionals van ser publicats al fanzine El Japo, on es van publicar quatre números. El 1982 va saltar a la publicació de la revista de referència Makoki, fins que el 1982 va passar a La Luna de Madrid. Més endavant, el 1987, es va començar a publicar a les pàgines d'El Víbora durant dos anys, per regressar a Makoki el 1989. A principis dels anys 90 el personatge va protagonitzar 2 curtmetratges, El bueno de Cuttlas i Con cien cañones por banda, que van servir de preludi del que després esdevindria una sèrie completa amb 13 capítols, emesa per Canal + el 1992. Per una altra banda, el 1994 va començar a aparèixer una tira a El País de las Tentaciones. També s'han publicat algunes tires a la revista japonesa Morning.